# 皇家聖費爾南多美術學院
皇家聖費爾南多皇家美術學院（西班牙語：Real Academia de Bellas Artes de San Fernando）是位於西班牙馬德里市中心的一座美術學校及美術館。

## 历史
美術學院創建於1744年，由西班牙國王下令創建。在費爾南多六世時期，皇家聖費爾南多美術學院曾是西班牙三大美術學院之一。1873年改為現名，並增設音樂部門，後又增設美術館和畫廊。畢加索和達利等藝術家都曾在這裡學習美術。

## 外部連結
- 维基共享资源上的相關多媒體資源：皇家聖費爾南多美術學院
- Real Academia de Bellas Artes de San Fernando Archive.today的存檔，存档日期2013-04-11
- Android and iOS Official mobile app